# Ana Fernández

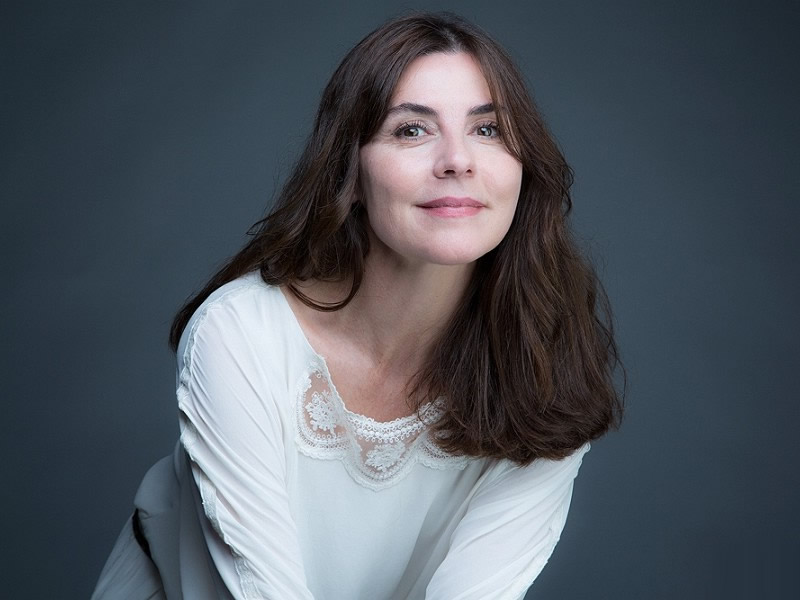
Ana Fernández

Ana Fernández (* 29. Mai 1965 in Valencina de la Concepción) ist eine spanische Filmschauspielerin und Goya-Preisträgerin.

## Leben
Ana Fernández ist seit 1997 als Film- und Fernsehschauspielerin tätig. Für die Hauptrolle der Maria in Solas wurde sie 2000 mit dem Goya für die Beste Nachwuchsdarstellerin geehrt. 2001 wurde sie für den Goya als Beste Nebendarstellerin für You’re the one nominiert sowie 2003 als Beste Hauptdarstellerin für Historia de un beso.

## Filmografie (Auswahl)
- 1999: Solas
- 2000: Sé quién eres
- 2000: Policías, en el corazón de la calle (Fernsehserie, 14 Folgen)
- 2000: You’re the one
- 2002: Sprich mit ihr (Hable con ella)
- 2002: Jenseits der Erinnerung (En la ciudad sin límites)
- 2002: Historia de un beso
- 2004: La promesa
- 2004: Tánger
- 2006: Sin ti
- 2008: Bienvenido a Farewell-Gutmann
- 2012: Los niños salvajes
- 2013: Casi inocentes
- 2014: Purgatorio
- 2015: La novia
- 2019: Abuelos
- 2019: Brigada Costa del Sol (Fernsehserie, 12 Folgen)
- 2020: Servir y proteger (Fernsehserie, 77 Folgen)
- 2022: Desconocidas (Fernsehserie, 13 Folgen)